# Världsmästerskapen i alpin skidsport 1954
Världsmästerskapen i alpin skidsport 1954 arrangerades i Åre 1–7 mars 1954. Herrtävlingarna dominerades av Norges Stein Eriksen.

## Herrar

### Störtlopp[2]
Datum: 7 mars 1954

| Placering | Land      | Namn             |
| --------- | --------- | ---------------- |
| 1         | Österrike | Christian Pravda |
| 2         | Österrike | Martin Strolz    |
| 3         | Österrike | Ernst Obereigner |

### Storslalom
Datum: 3 mars 1954

| Placering | Land      | Namn             |
| --------- | --------- | ---------------- |
| 1         | Norge     | Stein Eriksen    |
| 2         | Frankrike | François Bonlieu |
| 3         | Österrike | Anderl Molterer  |

### Slalom
Datum: 1 mars 1954

| Placering | Land         | Namn            |
| --------- | ------------ | --------------- |
| 1         | Norge        | Stein Eriksen   |
| 2         | Västtyskland | Beni Obermüller |
| 3         | Österrike    | Toni Spiess     |

### Alpin kombination
| Placering | Land      | Namn             |
| --------- | --------- | ---------------- |
| 1         | Norge     | Stein Eriksen    |
| 2         | Österrike | Christian Pravda |
| 3         | Sverige   | Stig Sollander   |

## Damer

### Störtlopp
Datum: 2 mars 1954

| Placering | Land      | Namn             |
| --------- | --------- | ---------------- |
| 1         | Schweiz   | Ida Schöpfer     |
| 2         | Österrike | Trude Klecker    |
| 3         | Frankrike | Lucienne Schmith |

### Storslalom
Datum: 4 mars 1954

| Placering | Land      | Namn              |
| --------- | --------- | ----------------- |
| 1         | Frankrike | Lucienne Schmith  |
| 2         | Schweiz   | Madeleine Berthod |
| 3         | USA       | Jannette Burr     |

### Slalom
Datum: 6 mars 1954

| Placering | Land      | Namn            |
| --------- | --------- | --------------- |
| 1         | Österrike | Trude Klecker   |
| 2         | Schweiz   | Ida Schöpfer    |
| 3         | Sverige   | Sarah Thomasson |

### Alpin kombination
| Placering | Land      | Namn              |
| --------- | --------- | ----------------- |
| 1         | Schweiz   | Ida Schöpfer      |
| 2         | Schweiz   | Madeleine Berthod |
| 3         | Frankrike | Lucienne Schmith  |

## Medaljligan
| Placering | Land         | Guld | Silver | Brons | Totalt |
| --------- | ------------ | ---- | ------ | ----- | ------ |
| 1         | Österrike    | 2    | 3      | 3     | 8      |
| 2         | Schweiz      | 2    | 3      | -     | 5      |
| 3         | Frankrike    | 1    | 1      | 2     | 4      |
| 4         | Norge        | 3    | -      | -     | 3      |
| 5         | Sverige      | -    | -      | 2     | 2      |
| 6         | Västtyskland | -    | 1      | -     | 1      |
| 7         | USA          | -    | -      | 1     | 1      |